# Баранова, Аграфена Фёдоровна
Аграфе́на Фёдоровна Бара́нова — русская актриса

 Императорских театров Российской империи; сестра актрисы Екатерины Фёдоровны Барановой.

## Биография
Ученица основателя русского театра Фёдора Григорьевича Волкова, начала сценическую деятельность при императрице Всероссийской Елизавете Петровне.
На казенную службу была принята 1 мая 1779 года на жалованье в 350 рублей в год при готовой квартире (с 1800 года она получала уже 550 руб.).
Преимущественно А. Ф. Баранова исполняла роли служанок или субреток, которые в пьесах тогдашнего репертуара, подражавшего французской школе, почти всегда являлись центральными лицами пьесы, развивающими действие и разъясняющими мнения автора.
Лучшие роли Барановой — Анисьи в «Истинном друге», Устиньи в «Поскорее, пока не проведали», заглавная роль в «Евгении» Бомарше. Хотя и не обладая талантом своей сестры, Екатерины, Аграфена Баранова исполняла свои роли всегда отчетливо и профессионально.
Была замужем за актером Шумским. В 1809 году уже считалась пенсионеркой.